# Cares i llocs
Cares i llocs (títol original en francès, Visages, Villages) és un documental francès d'Agnès Varda i JR estrenat l'any 2017. S'ha doblat i subtitulat al català.

## Argument
Agnès Varda i JR decideixen de solcar la França rural a bord del seu camió fotomaton i, al fil de les trobades, els llocs creuats es cobreixen d'imatges de la gent trobada, projectats sobre els murs mateixos del seu hàbitat, com per màgia...

## Selecció
- Festival de Canes 2017: selecció oficial, fora de competició

### Premis i nominacions
- Festival internacional de cinema de Vancouver: «Most Popular Internacional Documentary» (premi del públic per a un documental)
- Festival de Toronto: The Grolsch People’s Choice Documentary Award (premi del públic per a un documental)[3]
- Time revista: classificat als 10 millors films de 2017
- Premis Independent Spirit: millor film documental
- Premis Oscar de 2017: nominació a la Oscar al millor documental
- Cèsar del cinema 2018 :
  - nominació al César al millor documental
  - nominació al César a la millor música original per a Matthieu Chédid

## Crítica
- "Un gir molt especial a través dels erms de França (...) Una petita joia"[4]
- "Encantadora (...) Agnès Varda, en la glòria dels seus anys daurats, s'ha convertit en una maga humanista (...) 'Visages Villages' fa una declaració poderosa sobre el tipus de societat en la qual ens estem convertint"[5]
- "Pel·lícula feliç, però també melancòlica (...) conté un gest humanista de primer ordre, una dolçor que ens anima a conservar la fe en el cinema com a guia lluminosa en temps de foscor. (…) Puntuació: ★★★★★ (sobre 5)"[6]
- La majoria de retrats entronquen amb la idea de fixar a través de l'art una memòria obrera arrelada als seus espais d'origen i atorgar una visibilitat a aquests protagonistes anònims de la seva pròpia història[7]